# Vacation In Hell
Vacation In Hell — второй студийный альбом американской хип-хоп-группы Flatbush Zombies, который был выпущен 6 апреля 2018 года на независимом лейбле Glorious Dead Recordings. Альбом получил положительные оценки музыкальные критиков, высоко оценивших музыкальную атмосферу релиза.
За первую неделю с момента издания было выпущено 27,140 копий альбома, что позволило ему занять 11 строчку в Billboard 200.

## Обложка
Обложка «Vacation in Hell» вдохновлена изображением Джими Хендрикса. Джими Хендрикс позировал на фотографии вместе с другими участниками The Jimi Hendrix Experience, Ноэлем Реддингом и Митчем Митчеллом, между двумя обнаженными женщинами.

## Отзывы
На сайте-агрегаторе Metacritic рейтинг альбома составляет 79/100 на основе 4 рецензий. Обозреватель Pitchfork оценил альбом на 7.1 баллов из 10 возможных, положительно отметив разнообразные тексты песен. Издание Exclaim! высоко оценившее релиз, отметило значительное влияние «легенд» на данную работу группы, несмотря на которое музыканты смогли сохранить свой собственный стиль.

## Список композиций
Все композиции были спродюсированы Эриком Эрк Эллиотом, за исключением указанных.
| №                   | Название                                      | Продюсер                       | Длительность |
| ------------------- | --------------------------------------------- | ------------------------------ | ------------ |
| 1.                  | «HELL-O»                                      | Тайлер Доппс                   | 2:53         |
| 2.                  | «Chunky» (при участии Dia)                    |                                | 3:53         |
| 3.                  | «Vacation» (при участии Joey Badass)          | Эрик Эрк Эллиот Тайлер Доппс   | 3:57         |
| 4.                  | «M. Bison»                                    |                                | 4:00         |
| 5.                  | «Headstone»                                   |                                | 4:19         |
| 6.                  | «Big Shrimp»                                  | Кирк Кнайт                     | 3:58         |
| 7.                  | «Leather Symphony» (при участии ASAP Twelvyy) |                                | 3:53         |
| 8.                  | «Reel Girls» (при участии Bun B)              |                                | 4:27         |
| 9.                  | «Facts» (при участии Jadakiss)                |                                | 4:33         |
| 10.                 | «Ask Courtney»                                | Эктор Делгадо                  | 3:04         |
| 11.                 | «Crown» (при участии Portugal. The Man)       |                                | 4:57         |
| 12.                 | «Proxies»                                     |                                | 3:22         |
| 13.                 | «U&I» (при участии Dia)                       |                                | 5:16         |
| 14.                 | «The Goddess» (при участии Dave B.)           |                                | 4:00         |
| 15.                 | «Trapped» (при участии Dia)                   | Эрик Эрк Эллиот Энтони Фламмиа | 5:15         |
| 16.                 | «Best American»                               |                                | 3:56         |
| 17.                 | «Misunderstood» (при участии Nyck Caution)    | Эктор Делгадо Эрик Эрк Эллиот  | 2:31         |
| 18.                 | «YouAreMySunshine»                            |                                | 2:50         |
| 19.                 | «The Glory» (при участии Дензела Карри)       |                                | 5:50         |
| Общая длительность: | Общая длительность:                           | Общая длительность:            | 76:53        |

## Позиции в чартах
| Чарт (2018)                            | Высшая позиция |
| -------------------------------------- | -------------- |
| Australian Albums (ARIA)               | 59             |
| Бельгия/Фландрия (Ultratop)            | 126            |
| Канада (Canadian Albums Chart)         | 13             |
| Нидерланды (Album Top 100)             | 126            |
| New Zealand Albums (RMNZ)              | 33             |
| Швейцария (Schweizer Hitparade)        | 44             |
| США (Billboard 200)                    | 11             |
| США (Billboard Top R&B/Hip-Hop Albums) | 9              |